# 오이소정
오이소정(일본어: 大磯町 오이소마치[*])은 일본 가나가와현 나카군의 정이다.

## 역사
오이소는 고대 사가미국의 중심이었다. 나라 시대에 사가미국 국부의 정확한 위치는 알려지지 않았으나 전통적인 "고즈"라는 이름의 장소는 현재의 오이소 경계 내에 있었을 것으로 생각된다.
작은 해안 정착촌으로써 오이소는 센고쿠 시대에 오다와라의 고호조씨 지배하에 있었다. 에도 시대에 명목상 오다와라번의 일부였고 에도와 교토를 연결하는 도카이도의 슈쿠바(역참)인 오이소주쿠로 발전하였다. 메이지 유신 이후 1878년 군제 실시로 유루기군(淘綾郡)에 속하게 되었다. 오이소는 1889년 4월 1일에 정이 되었다. 축복받은 온화한 기후와 함께 도카이도 본선을 통한 도쿄와의 편리한 접근성 덕분에 메이지 시대 이래 정치인들과 작가들이 선호하는 해변 휴양지였다.
1954년에 오이소정은 이웃한 고즈정을 병합하였다. 오이소는 쇼난 지역의 서쪽 끝으로 여겨지고 인기 있는 해변 휴양지이자 주거지로 남아 있다.

## 기후
오이소정의 기후는 쾨펜의 기후 구분에 의하면 온난 습윤 기후(Cfa)로 판정되어 있다. 그러나 여름에는 따뜻하고, 겨울에는 강설량이 매우 적은 축에 속하고 있으며, 연평균 기온은 15.8℃로, 강수량도 역시 2,144mm이다. 또한 비가 가장 많이 내리는 달은 매년 9월이며, 월평균 기온은 1월 5.2℃, 8월 25.7℃이다.

## 인구
| 연도 | 인구   | ±%     |
| ---- | ------ | ------ |
| 1920 | 12,984 | —      |
| 1930 | 14,266 | +9.9%  |
| 1940 | 15,506 | +8.7%  |
| 1950 | 21,595 | +39.3% |
| 1960 | 22,278 | +3.2%  |
| 1970 | 26,154 | +17.4% |
| 1980 | 29,931 | +14.4% |
| 1990 | 31,599 | +5.6%  |
| 2000 | 32,259 | +2.1%  |
| 2010 | 33,038 | +2.4%  |

## 교통

### 철도
- 동일본 여객철도 도카이도 본선

### 도로
- 오다와라-아쓰기 도로
- 세이쇼 바이패스
- 국도 제1호선
- 국도 제134호선